# Willa Wanda w Szczawnicy
Willa „Wanda” w Szczawnicy – zabytkowa willa w Szczawnicy, poniżej dworca autobusowego, na wysokości Parku Dolnego między ul. Główną a Grajcarkiem.

## Historia

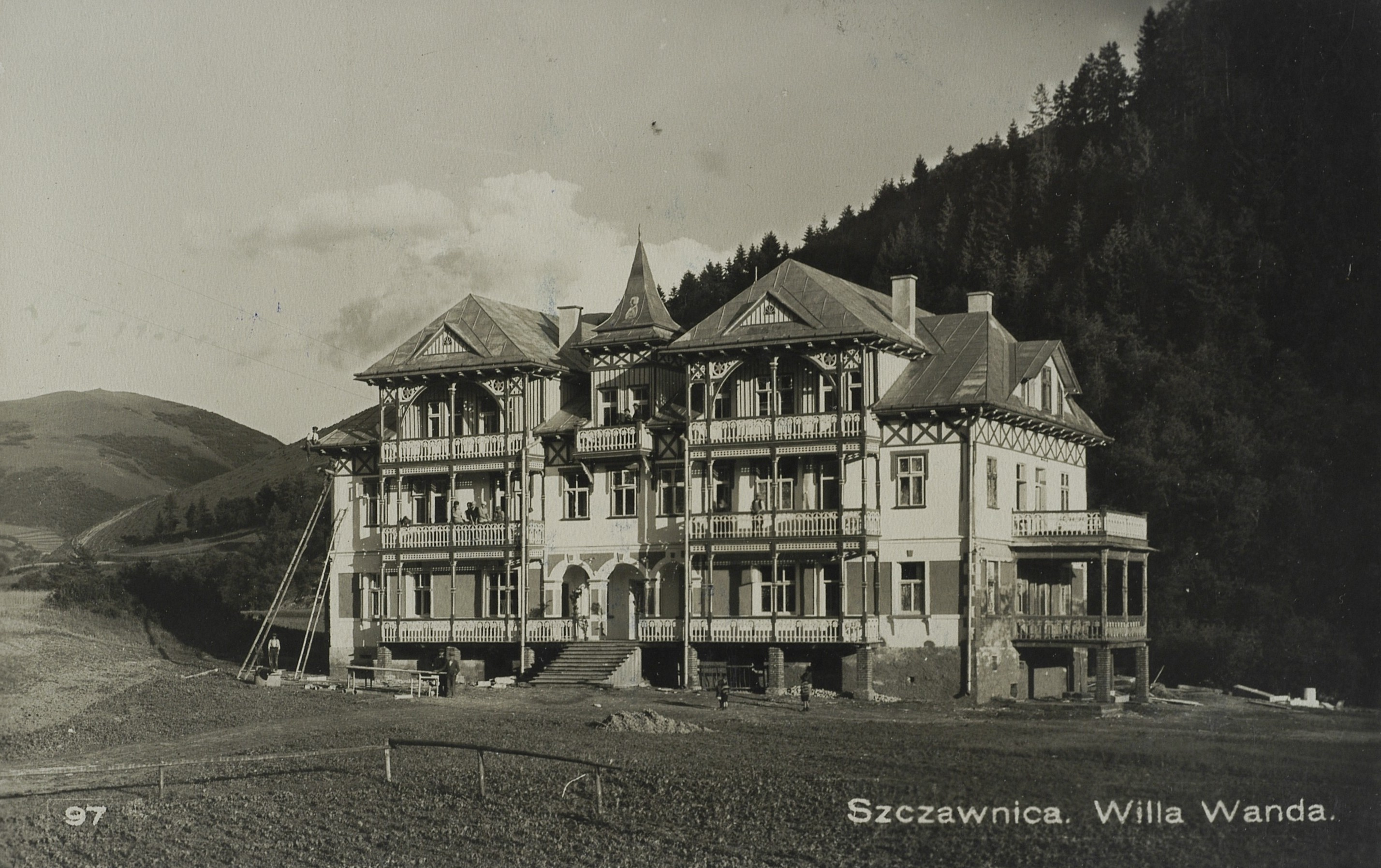
Willa około 1934 roku

Willa została wybudowana w dwudziestoleciu międzywojennym przez rodzinę Zachwiejów-Gawlak. Był to hotel pierwszej kategorii. Miał światło elektryczne. Pierwszą właścicielką była Maria Zachwieja, a nazwa willi pochodziła od imienia jej córki, Wandy. Projekt został zakupiony od hrabiego Adama Stadnickiego.
Willa słynęła ze świetnej kuchni prowadzonej przez kucharza z Francji. Jednym z licznych gości była tu często Tola Mankiewiczówna.
W czasie II wojny światowej willa stanowiła ważny punkt działalności ZWZ i AK. Rodzina Zachwiejów zaangażowana była czynnie w działalność ruchu oporu. Od grudnia 1939 roku dom był punktem zbornym i przerzutowym dla uchodźców. Wojciech Zachwieja (ur. 30 czerwca 1915 roku) po powrocie z kampanii wrześniowej wraz z bratem Janem (ur. w 1920 roku) byli kurierami, przeprowadzali uchodźców przez granicę na Węgry. Maria Zachwieja (ps. „Willa Wanda”) i jej córka Wanda (ps. „Mała Wanda”) były łączniczkami ruchu oporu. 
26 listopada 1941 roku Gestapo aresztowało braci, ich matkę Marię i siostrę Wandę. Po przesłuchaniach w Palace w Zakopanem Maria Zachwieja trafiła do obozu koncentracjnego Auschwitz-Birkenau, a jej obaj synowie zginęli w obozie koncentracyjnym Mauthausen-Gusen: Wojciech 23 lipca 1942 i Jan 3 września 1942 roku. Siedemnastoletnia Wanda, po trzyipółmiesięcznych torturach w siedzibie Gestapo w Zakopanem wróciła do domu w Szczawnicy.
Od 1942 roku znajdował się tu szpital zakaźny prowadzony przez Zbigniewa Kołączkowskiego.

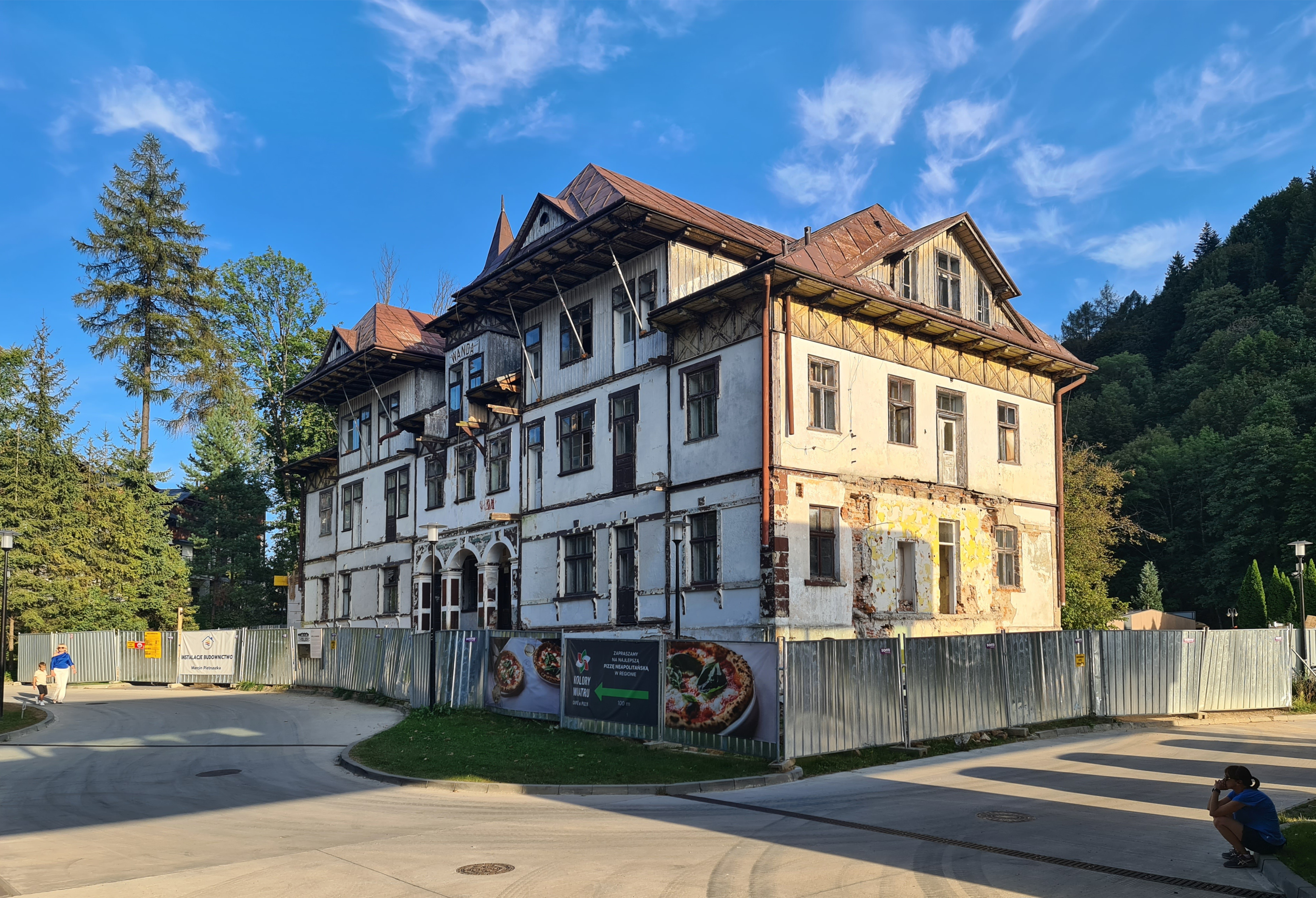
Willa w 2024 roku

Po wojnie willa „Wanda” została upaństwowiona. Maria Zachwieja wróciła z obozu do nieswojej już willi. Przez pierwsze dwa lata po wojnie w willi funkcjonował Fundusz Wczasów Państwowych, a w roku 1947 jej przeznaczenie zostało zmienione na ośrodek zdrowia. W 1998 roku willa wróciła do spadkobierców właścicieli. Po 2012 roku zmieniono również jej adres z ul. Głównej 25 na ul. Główną 31.
W 2024 roku właścicielem budynku była HSP Management Sp. z o.o. Prowadzony był generalny remont konserwatorski willi, w celu przystosowania jej do pełnienia roli hotelu. Właściciele podkreślają, że chcą „zgodnie z historią willi i wolą rodziny Zachwiejów odtworzyć w tym miejscu luksusowy hotel butikowy”.

## Architektura
Trzykondygnacyjna willa posiada 42 pokoje, garaże i obok kort tenisowy. Jest świetnie zakomponowaną bryłą, z elementami pruskiego muru, wieloma tarasami i balkonami oraz licznymi drewnianymi detalami.